# Carlos Alocén Arrondo
Carlos Alocén Arrondo (Saragossa, 30 de desembre de 2000) és un jugador de bàsquet espanyol, que ocupa la posició de base. Actualment milita al Reial Madrid de la Lliga ACB. El seu pare és el també jugador de bàsquet Alberto Alocén.

## Biografia
Alocén és una de les perles del planter del Casademont Zaragoza. Saragossà i amb pedigrí en el bàsquet, Alocén va guanyar l'or que la selecció sub16 espanyola va aconseguir en l'Europeu de Radom el 2016, amb ell com una de les peces clau, fent una mitjana de 9,9 punts, 6,4 assistències (líder del torneig), 2 robatoris i 2,3 rebots de mitjana. Anteriorment a l'estiu de 2016, també havia participat amb la selecció Sub17 en el Mundial de la categoria que es va disputar a Saragossa, i en el qual Espanya va ser quarta.
El seu debut en el bàsquet professional es produeix defensant els colors del CAI Zaragoza el 30 d'octubre de 2016 en el Palau dels esports de Madrid enfront del Reial Madrid. Amb 15 anys i 10 mesos, Alocén es convertia així en el jugador més jove a vestir-se la samarreta de l'equip en Lliga Endesa, superant al seu company Sergi García. Així mateix, va ser el tercer jugador més jove a debutar en tota la història de l'ACB, només per darrere d'Ángel Rebolo i Ricky Rubio.
Al febrer de 2019 va ser convocat per primera vegada per jugar amb la selecció espanyola absoluta.
El juliol de 2019 el Reial Madrid va abonar la seva clàusula de rescissió i el va fitxar per cinc temporades, encara que va seguir jugant en les files del Casademont Zaragoza en qualitat de cedit.
Alocén va ser triat Millor Jugador Jove de la Lliga ACB en les temporades temporada 2018-2019 i temporada 2019-20, sent el segon jugador que aconsegueix aquesta distinció en dues ocasions, juntament amb Luka Dončić.